# Gennadij Koršikov
Gennadij Jegorovič Koršikov (rusky Геннадий Егорович Коршиков; * 19. února 1949, Leningrad, Sovětský svaz) je bývalý sovětský veslař.
Na Letních olympijských hrách 1972 v Mnichově získal s Alexandrem Timošininem zlatou medaili na dvoskifu. O čtyři roky později na olympiádě v Montrealu obsadil s Jevgenijem Barbakovem na dvojskifu čtvrté místo.